# Munahiedanranta
Munahiedanranta är en strand i Finland. Den ligger i Siikajoki och landskapet Norra Österbotten, i den centrala delen av landet, 500 km norr om huvudstaden Helsingfors.